# 켤레 눈 운동
켤레 눈 운동(conjugate eye movement, 동향 안구 운동)은 양쪽 눈을 단일 물체에 고정할 수 있는 눈의 운동을 말한다. 켤레 눈 움직임은 양안 시선을 유지하기 위해 두 눈을 같은 방향으로 움직이는 것이다. 이는 눈을 반대 방향으로 움직여 양안 시선을 유지하는 이향운동 눈 움직임과 대조적이다. 예를 들어, 얼굴을 향해 움직이는 물체를 보기 위해 '사시 또는 사팔뜨기 눈(cross eyed)'을 움직이는 것이 이향운동이다. 켤레 눈 움직임은 어떤 방향이든 가능하며, 신속 안운동(홱보기 눈 움직임)과 부드러운 추적 눈 움직임을 모두 수반할 수 있다.

## 같이 보기
- 주시 (생리학)
- 눈 운동